# Булевар револуције (филм)
Булевар револуције је југословенски филм из 1992. године. Режирао га је Владимир Блажевски, који је написао и сценарио.

## Радња
Полицајац и његова ћерка живе на Булевару револуције, који садржи елементе Оријента и Европе. Девојка се заљубљује у младића који је члан подземља. Њен отац и младић се сукобљавају покушавајући, сваки на свој начин, да освоје њене симпатије. Њихов сукоб се трагично завршава.
Сукоб до којег ће доћи, уништиће једну породицу и одузети млади живот.

## Улоге
| Глумац               | Улога                     |
| -------------------- | ------------------------- |
| Бојана Маљевић       | Биљана Влаисављевић       |
| Бранислав Лечић      | Драган Јакуза             |
| Миралем Зупчевић     | Миливоје Влаисављевић     |
| Анита Манчић         | Лидија, Драганова женска  |
| Драган Петровић      | Драганов човек            |
| Уликс Фехмију        | Тони                      |
| Лепомир Ивковић      | Лаки                      |
| Капиталина Ерић      | Баба Јулијана             |
| Оливера Марковић     | Драганова тетка Боса      |
| Душан Јанићијевић    | Бранко                    |
| Нађа Секулић         | Биљанина другарица Марија |
| Бранка Катић         | Биљанина другарица 1      |
| Тамара Вучковић      | Биљанина другарица 2      |
| Фарук Беголи         | Милицајац Живан           |
| Енвер Петровци       | Командир милиције         |
| Харис Бурина         | Шеф банде                 |
| Милутин Јевђенијевић | Комшија баксуз            |
| Љиљана Јовановић     | Биљанина баба             |
| Мирољуб Лешо         | Таксиста 1                |
| Боривоје Кандић      | Таксиста 2                |
| Петар Лупа           | Босин пријатељ пијанац    |
| Миња Војводић        | Члан комисије на испиту   |
| Михајло Плескоњић    | Просјак                   |
| Бранко Петковић      |                           |
| Драгана Ђукић        |                           |
| Боса Стојадиновић    |                           |
| Марија Саватић       |                           |
| Ратислава Гацић      |                           |
| Новак Говедарица     |                           |
| Јасмина Стојковић    |                           |
| Игор Ђокић           |                           |
| Сандра Илић          |                           |

## Награде
Бојана Маљевић је на Филмском фестивалу у Херцег Новом и Филмским сусретима у Нишу добила награде за главну улогу.